# Stanisław Bohusz Siestrzeńcewicz
Stanisław Jan Bohusz Siestrzeńcewicz, inna forma nazwiska: Siestreńcewicz, ps.: Autor „Historii Tauryckiej (ur. 3 września 1731 w Zańkach, zm. 13 grudnia 1826 roku w Petersburgu) – duchowny katolicki, biskup tytularny Mallus w Cilicia Prima i koadiutor wileński (1773–1783), pierwszy w historii arcybiskup mohylewski (od 1783), kanonik koadiutor w 1768 roku, kanonik kapituły katedralnej wileńskiej w 1790 roku, kawaler maltański Katolickiego Wielkiego Przeoratu w Rosji w 1798 roku. Poeta, dramatopisarz, tłumacz i slawista.

## Życiorys
Urodzony w rodzinie kalwińskiej, jako syn Jana, starosty starodubowskiego, i Kornelii z Odyńców. Pierwsze nauki pobierał u wędrującego bakałarza Kozaryna, a od roku 1743 uczęszczał do dysydenckiej szkoły w Kiejdanach. Latem roku 1745 ukończył gimnazjum w Słucku. W drodze do Berlina, okradziony w Stargardzie, wstąpił na 4 miesiące do wojska pruskiego. Odniósł rany w bitwie pod Kesselsdorf (15 grudnia 1745), a 11 dni później wystąpił z armii. Następnie (począwszy od końca grudnia 1745) kształcił się w Berlinie (Gimnazjum Joachimowskie) i Królewcu na pastora. 4 października 1748 wyruszył do Frankfurtu nad Odrą, by podjąć studia filozoficzne na tamtejszym uniwersytecie. Na katolicyzm przeszedł w roku 1754 (lub nieco wcześniej, pomiędzy rokiem 1748 a 1751), chcąc uzyskać rękę posażnej panny katoliczki, co ostatecznie skończyło się niepowodzeniem. Wujek Wincentego Dunina-Marcinkiewicza. Członek Imperatorskiej Akademii Rosyjskiej (1807).
Lojalny wobec władzy carskiej, wspierał podporządkowanie Kościoła katolickiego w Rosji władzom państwowym i będąc niechętnym wobec obrządku unickiego, przyczynił się do jego likwidacji na ziemiach zabranych. W 1773 został kawalerem Orderu Świętego Stanisława. W 1779 odznaczony Orderem Orła Białego, kawaler rosyjskich orderów św. Aleksandra Newskiego i św. Andrzeja Apostoła Pierwszego Powołania. Utracił wpływy za czasów Pawła I. Pochowany w ufundowanym przez siebie kościele św. Stanisława w Sankt Petersburgu.

## Twórczość

### Ważniejsze utwory
1. Oda (I gdzież mi to Hipokrene zachwycone myśli niesie ...), Wilno 1752(?); inform. A. Werycha Darowski
2. Kazanie... w dzień ś. Stanisława Kostki w roku 1771 w katedrze wileńskiej miane, brak miejsca i roku wydania (o zamachu na Stanisława Augusta); przekł. niemiecki: Predigt ... welche er am Tage des H. Stanislaus Kostka anno 1771 ...
3. Providentiae divinae evidens argumentum, consideratio historico-philosophica de summo regis periculo 1771 die 3 Novembris, Wilno 1771; wyd. następne Warszawa 1771; autorstwo Siestrzeńcewiczowi przypisuje S. Parczewski (s. 40), za nim Estreicher XXVIII (1930) 78; równocześnie autorstwo wersji łacińskiej (nieco inny tytuł i tylko warszawski adres wydawcy) i polskiej przypisywano powszechnie (za świadectwem J. D. A. Janockiego i Sz. Bielskiego) S. Konarskiemu
4. Histoire de la Tauride, Brunświk 1780 (według Estreichera; Korbut i M. Godlewski podają jako datę 1. wydania rok 1800); wyd. następne: Brunświk 1800; „wyd. 2” pt. Histoire du royaume de la Chersonèse Taurique, Petersburg 1824; przekł. rosyjski: Petersburg 1806
5. Gicja w Taurydzie. Tragedia przez autora „Historii Tauryckiej”, Mohylew 1783; wyd. następne Mohylew 1788
6. O Rosji zachodniej, Mohylew 1793
7. Sermo die natali ... Catherinae II ... in aede parochiali Rezitensi dictus d. 21 Aprilis v. s. 1794 anno Mohileviae, brak miejsca wydania (1794)
8. Sommaire de recherches historiques sur les origines des Sarmates, des Esclavons et des Slaves, Mohylew 1810
9. Recherches historiques sur l’origine des Sarmates, des Esclavons et des Slaves et sur les époques de la conversion de ces peuples au christianisme t. 1-4, Petersburg 1812 (na końcu dodatek: Table des noms propres..., Petersburg 1813); wyd. następne: pt. Précis des recherches..., Petersburg 1824; Petersburg 1833 („éd. populaire”); polskie opracowanie fragm.: Badania historyczne o pochodzeniu Skławian, powst. 1814, rękopis: Biblioteka Czartoryskich; przekł. rosyjski fragmentów: Petersburg 1818
10. Kazanie miane w Wilnie 1819 r., Wilno 1819; przekł. rosyjski: Petersburg 1819.

Według informacji F. Stachowskiego i M. Godlewskiego w rękopisach miało pozostać kilka prac Siestrzeńcewicza:
- Król ocalony (poemat w 5 księgach)
- Poemat o wzięciu Oczakowa
- Elegia na śmierć Aleksandra I
- Krytyczno-filologiczne rozprawy o języku estońskim i litewskim oraz skrócony słownik tychże języków
- Gramatyka litewska
- O wyrobie piwa (rozprawa).

Ponadto Siestrzeńcewicz pisał i ogłaszał listy pasterskie i pisma w sprawach kościoła (inform.: Estreicher XXVIII, 78-80).

### Przekłady
1. J. Mackenzie: Sztuka utrzymania zdrowia i onej historia albo zebranie wszystkiego tego, co lekarze i filozofowie dawni i teraźniejsi przepisali do utrzymania zdrowia; z dokładem najprzedniejszych, ku temu końcowi służących reguł i onych przyczyn, przez ... Przełożone z angielskiego przez ..., przekład powst. 1765, Wilno 1769; wyd. następne Wilno 1775; (dedyk. I. Massalskiemu)
2. Katarzyna II carowa rosyjska: Ustawy na gubernie państwa cało-rosyjskiego. Z narodowego na polski przełożone ..., Mohylew 1777 (w jęz. polskim i rosyjskim); wyd. następne: „Seriarz projektów do prawa ... formowanych”, cz. 5, Warszawa 1785; osobno Mohylew 1795.

### Listy i materiały
1. Dziennik i korespondencja do 18 października 1754, fragm. przytacza A. Weryha Darowski w: Młodość S. Bohusza Siestrzeńcewicza, Kraków 1872, rękopis znajdował się w Bibliotece Platerów w Wiśniowcu
2. Do Stanisława Augusta w zbiorach z lat 1761–1792, rękopisy: Biblioteka Czartoryskich, sygn. 689, 700, 707, 730
3. Do K. Lubomirskiego z lat 1791–1802 (26 listów); do T. z Rzewuskich Platerowej z lat 1797–1820 (35 listów); rękopisy: Ossolineum, sygn. 6029/II
4. Journal et correspondance de ... cz. 1 (1797-1798), ogł. M. Godlewski, W. Kriksine, Starina i nowizna, t. 16, Petersburg 1912 i osobno Petersburg 1913
5. Do K. Lubomirskiego z roku 1799, rękopis: Ossolineum, sygn. 6027/II
6. Do S. Sz. Potockiego z roku 1802, rękopis: Biblioteka Jagiellońska, sygn. 7822 IV
7. Do Jana Śniadeckiego z roku 1809, rękopis: Biblioteka Jagiellońska, sygn. 6340/IV
8. Do Jana Śniadeckiego z roku 1811, ogł. T. Wierzbowski w: Materiały do dziejów piśmiennictwa polskiego, t. 2, Warszawa 1904
9. Materiały biograficzne dot. Siestrzeńcewicza, rękopis: Biblioteka PAN Kraków, sygn. 1354.